# Interfész
Az interfész (az angol interface szóból) két számítógépes (hardver vagy szoftver) eszköz, vagy a számítógép és az azt használó ember érintkezési felülete. Az interfész olyan megoldásokat tételez fel, amelyeket mindkét fél ért.

## Átvitt értelemben
Átvitt értelemben az informatikán kívüli egyéb területeken is használatos ez a kifejezés. A jogászi zsargonban interfésznek nevezzük például az egyes tagállamok nemzeti joga által meghatározandó olyan egyes konkrét kérdéseket, amelyeket más jogszabály, pl. az európai uniós joga rendez. Szükség lehet interfészre a nemzeti jognak a nemzetközi joggal vagy nemzetközi magánjoggal való kapcsolódásánál (ún. kollíziós szabályok). Ilyen interfész kérdéseket rendez például a magyar védjegytörvény